# Barthélemy Pierre Clérisse
 (décembre 2023).
Pour les articles homonymes, voir Clérisse (homonymie).
Barthélemy Pierre Clérisse est un homme politique français né le 30 juillet 1776 à Bayonne (Pyrénées-Atlantiques) et décédé le 20 décembre 1844 à Hastingues (Landes).
Propriétaire, juge de paix, il est député des Landes de 1816 à 1818, siégeant à droite.

## Sources
- « Barthélemy Pierre Clérisse », dans Adolphe Robert et Gaston Cougny, Dictionnaire des parlementaires français, Edgar Bourloton, 1889-1891 [détail de l’édition]